# 中村亮太 (競艇選手)
中村 亮太（なかむら りょうた、1980年11月25日 - ）は、長年A1級で活躍した長崎県長崎市出身の元競艇選手（ボートレーサー）である。
ニックネーム 「片翼の天使」「ジョーカー」
座右の銘　「エースに勝てるジョーカー」
登録番号4070番　86期生。長崎支部所属

## 来歴
86期生として本栖研修所に入所。同期は主に森永淳、柳沢一、中野次郎、原田篤志などがいる。
2000年5月20日に大村競艇場で初出走、2走目で6コースからトップスタートからまくり差し、初勝利とした。
2004年1月7日に福岡競艇場で行われた新春開運特選レースで3号艇ながら自ら6コースを選択してトップスタートからまくり差し、初優勝を決める。
翌年、SG第33回笹川賞に初出場
2012年10月大村競艇場で行われたGII第16回モーターボート誕生祭で5コースからまくり差し、地元でタイトルを獲得
2023年に入り、自身のtwitterアカウント（現在閉鎖）にて「長年に渡りレーサーから集団によるいじめ（パワーハラスメント）を受けていた」等の告発を行い、そして他の選手も同じ立場で苦しんでいるなどの問題提起をした。以前より中村は選手間と競走会から受けていた長年のパワハラに悩んでいたという。2023年正月のレースを病気のため欠場したのを最後に、同年3月31日に引退届を日本モーターボート競走会に提出。同日付で選手登録を消除し、ボートレーサーを引退した

## 人物・エピソード
- 2000年デビューから半年でB1級に昇級する。
- 2006年漫画モンキーターンからヒントを得た、亮太スペシャルという独自の理論を駆使したプロペラが有名。

## 獲得タイトル

### GII
- 競艇祭（2012年・大村競艇場）